# Moulins-Saint-Hubert
 Moulins-Saint-Hubert  là một xã thuộc tỉnh Meuse trong vùng Grand Est đông nam nước Pháp. Xã này nằm ở khu vực có độ cao trung bình 199 mét trên mực nước biển.